# سییچی ماکیتا
سییچی ماکیتا (انگلیسی: Seiichi Makita؛ زادهٔ ۱۱ ژوئیهٔ ۱۹۶۸) بازیکن فوتبال اهل ژاپن است.
از باشگاه‌هایی که در آن بازی کرده‌است می‌توان به باشگاه فوتبال اوراوا رد دیاموندز اشاره کرد.